# Землянський Михайло Васильович
Михайло Васильович Землянський (нар. 8 листопада 1921, село Куренка, тепер Хомутовського району Курської області, Російська Федерація — 18 лютого 1976, місто Київ) — український державний та партійний діяч, завідувач відділу транспорту і зв'язку ЦК КПУ. Кандидат у члени ЦК КПУ в березні 1971 — лютому 1976 року. 

## Життєпис
Народився в родині робітника. У 1938 році закінчив середню школу в місті Сталіно.
З 1938 по 1942 рік — студент Ростовського інституту інженерів залізничного транспорту, який закінчив в місті Тбілісі.
З 1942 по грудень 1943 року — бригадир, інструктор політичного відділу дороги, начальник технічного кабінету паровозного депо станції Горький-сортувальний. У грудні 1943 року відряджений на Південно-Донецьку залізницю.
У січні 1944 — листопаді 1946 року — інженер з ремонту паровозів, майстер, заступник начальника паровозного депо станції Іловайське Сталінської області.
Член ВКП(б) з 1945 року.
У листопаді 1946 — лютому 1952 року — старший інженер, заступник начальника, начальник локомотивного відділу управління Південно-Донецької залізниці.
У лютому 1952 — 1953 року — заступник начальника, начальник політичного відділу Красноармійського відділення Донецької залізниці.
У 1953—1954 роках — заступник завідувача промислово-транспортного відділу Сталінського обласного комітету КПУ.
У 1954—1962 роках — завідувач відділу транспорту і зв'язку Сталінського (Донецького) обласного комітету КПУ.
У 1962—1968 роках — заступник завідувача відділу транспорту і зв'язку Державної планової комісії УРСР.
У 1968—1973 роках — завідувач відділу транспорту і зв'язку ЦК КПУ.
З жовтня 1973 по 18 лютого 1976 року — заступник начальника Південно-Західної залізниці.
Помер 18 лютого 1976 року після важкої тривалої хвороби. Похований в місті Києві на Байковому кладовищі.

## Родина
Батько, Землянський Василь Петрович, 1885 року народження, працював теслею, десятником, виконробом (з 1927 року) на будівництві промислових підприємств і житлово-побутових об'єктів в місті Сталіно (Донецьку). Мати, Землянська (до шлюбу Кажуріна) Євдокія Григорівна, 1887 року народження, була домогосподаркою. Мав трьох братів — Андрія, Олександра та Леоніда, сестру — Мотрону.
Був одружений з Галковою Валентиною Григорівною, мав двох дітей — Володимира і Олену.

## Нагороди
- два ордени Трудового Червоного Прапора
- чотири медалі